# メルセデス・ベンツ・GLA
メルセデス・ベンツ・GLA（Mercedes-Benz GLA）は、ドイツの自動車メーカーであるメルセデス・ベンツ・グループがメルセデス・ベンツブランドで展開している高級SUVである。デビュー当初は、GLAクラス（GLA-Class）と呼ばれていたが、2015年の新規則による車名変更が適用され、名称が改められた。

## コンセプトカー (コンセプトGLA)
2013年4月、上海モーターショーにてコンセプトGLAとして発表された。最高出力208 bhpの2.0Lターボチャージャー付きガソリンエンジン、四輪駆動 (4MATIC)、7速デュアルクラッチトランスミッション (7G-DCT)が搭載された。

## 初代 (2013年-2020年) X156
2013年8月、フランクフルトモーターショーでGLAをワールドプレミアすると発表した。翌年秋より、米国市場から販売開始された。
Aクラス（W176）をベースとするも、エクステリアは全長を140mm、全幅を25mm、全高を70mm拡大（日本仕様の場合）した専用設計となっている。

### 日本市場での販売
2014年5月29日、公式発表され、同日より販売も開始された（なお、「GLA 180 シリーズ」と「GLA 250 4MATIC Off-Road」は同年秋以降の納車で、「GLA 45 AMG 4MATIC」は2015年以降の納入となっている）。日本仕様車でのグレード体系は1.6L・直列4気筒Blue DIRECTターボエンジン車の「GLA 180」、2.0L・直列4気筒Blue DIRECTターボエンジンを搭載した4WDモデル「GLA 250 4MATIC」、最高出力360PS・最大トルク450Nmのハイパワーを持つAMG 2.0L 直列4気筒直噴ターボエンジンを搭載した「GLA 45 AMG 4MATIC」の3モデルが基本となっており、「GLA 180」と「GLA 250 4MATIC」はベースグレード、ロゴ付ブレーキキャリパー&ドリルドベンチレーティッドディスク（フロント）・AMG5スポークアルミホイール・運転席メモリー付フルパワーシート・スポーツサスペンションなどを備えたローダウン仕様の「Sports」、バイキセノンヘッドランプ&ヘッドランプウォッシャー・フロントフォグランプ・ルーフレール・レザーツインシート・オフロードコンフォートサスペンションなどを備えた本格SUV仕様の「Off-Road」がそれぞれ用意される。「GLA 180」系と「GLA 250 4MATIC」系は「平成17年基準排出ガス75%低減レベル（☆☆☆☆）」認定を、「GLA 45 AMG 4MATIC」は「平成17年基準排出ガス50%低減レベル（☆☆☆）」認定をそれぞれ取得しているほか、「GLA 180」系は平成27年度燃費基準+10%を、「GLA 250 4MATIC」系と「GLA 45 AMG 4MATIC」は平成27年度燃費基準をそれぞれ達成しており、環境性能・燃費性能共に優れている。
併せて、発売を記念した特別仕様車として、「GLA 250 4MATIC」をベースに、ブラックペイント19インチAMG5スポークアルミホイール、パノラミックスライディングルーフ（挟み込み防止機構付）、専用デザイン本革ツインシート、前席メモリー付フルパワーシート、バリューパッケージプラス、レーダーセーフティパッケージ、コンビニエンスオープニング・クロージング機能などを装備し、ドアミラー・クローム付フロントグリル・ウインドウライントリムにブラック（クローム付フロントグリルとウインドウライントリムはハイグロスブラック）を採用することで精悍で引き締まった印象に仕上げた「GLA 250 4MATIC Edition 1」、「GLA 45 AMG 4MATIC」をベースに、マットブラックペイント20インチAMG10スポークアルミホイール、専用エアロパーツ、専用サイドデカール、ハイグロスブラックパーツ、ツインルーバーシルバークロームフロントグリル、レッドアクセント、AMGパフォーマンスシート、AMGパフォーマンスステアリング（本革/アルカンターラ）、助手席チャイルドセーフティシートセンサーなどを装備した「GLA 45 AMG 4MATIC Edition 1」の2モデルを発売した。前者は300台・後者は600台の限定販売である。
2016年1月20日、特別仕様車として、「GLA 180 Sports」をベースに、ハイグロスブラックペイントの外装パーツ（フロントグリルのルーバー、アルミニウムルーフレールなど）や、ブラックペイントのドアミラー、ブラックのウインドウライントリムで構成された「ナイトパッケージ」やブラックペイント19インチAMG5スポークアルミホイールを装備し、ボディカラーの「カルサイトホワイト」にブラックのアクセントが映える外観デザインとしたほか、内装にはdesignoレッドシートベルトを採用。さらに、ベースモデルではオプション設定となる「レーダーセーフティパッケージ」や助手席メモリー付電動パワーシート、MOExtended（ランフラット特性タイヤ）も装備した特別仕様車「GLA 180 Sports White & Black Edition」を発売した（220台限定販売）。
2017年4月19日、マイナーチェンジし、同日より販売開始。外観はメルセデスクロスオーバーSUVの多くに採用されている「パンチドグリル」を採用し、フロントフォグランプを更に強調させ、バンパーはアンダーガードをモチーフとしたデザインに。リアコンビネーションランプはW213型Eクラスにも採用されている「クリスタルルック」を採用。ボディ全体の空力性能の更なる最適化を図ったことで、Cd値は欧州仕様参考値で0.29を実現。ボディカラーは「キャニオンベージュ」など3色を追加した。機能面では両手がふさがっている際に、リアバンパーの下側に足を近づけることでセンサーが感知し、手を使わずにトラックリッド/テールゲートを開閉することができるフットトランクオープナーを標準装備した。また、ラインナップについては、「GLA 180」と「GLA 250 4MATIC」はベースグレードのみに集約し、「GLA 250 4MATIC」を受注生産に移行。新たに、「GLA 220 4MATIC」を追加した（本モデルのみ、9月以降販売開始予定）。トップパフォーマンスモデルである「Mercedes-AMG GLA 45 4MATIC」はデザインを刷新し、フロントはAMGツインルーバーと大型化したエアインテークを特徴とした最新のメルセデスAMGデザインを採用し、フロントスプリッター、サイドスカート、リアディフューザーをシルバークロムで仕上げた。また、フロントエプロンやリアスポイラーリップの揚力バランスをスポーティに設定し、空力性能を改善。エンジンは最高出力を21PS、最大トルクを2.5kg・m向上したほか、センターコンソールのコントローラーの操作でセッティングを切替できる「AMGダイナミックセレクト」には「RACE」モードを追加した。
2018年10月25日、特別仕様車「GLA 220 4MATIC Off-Road Edition」が発売された。「GLA 220 4MATIC」をベースに、オフロードサスペンションが特別装備され、外観はアルミホイールを「GLA 250 4MATIC」と同じデザインの18インチ5ツインスポークに変更。内装はインテリアカラーにレザーツイン仕様のブラックを、インテリアトリムにセイルパターンデザインが採用され、運転席メモリー付フルパワーシート、前席電動ランバーサポート、後席アームレストが装備され、安全運転支援システム「レーダーセーフティパッケージ」や360°カメラシステムも特別装備された。60台の限定販売となる。
| グレード一覧               | グレード一覧          | グレード一覧 | グレード一覧                               | グレード一覧         | グレード一覧                      | グレード一覧     |
| グレード                   | 販売期間              | 排気量       | エンジン                                   | 最高出力・最大トルク | 変速機                            | 駆動方式         |
| -------------------------- | --------------------- | ------------ | ------------------------------------------ | -------------------- | --------------------------------- | ---------------- |
| GLA 180                    | 2014年5月 - 2020年6月 | 1,595cc      | 270型 直列4気筒 DOHC ターボチャージャー    | 122PS/20.4kg・m      | 7速DCT（7G-DCT）                  | FF               |
| GLA 180 Sports             | 2014年5月 - 2017年4月 | 1,595cc      | 270型 直列4気筒 DOHC ターボチャージャー    | 122PS/20.4kg・m      | 7速DCT（7G-DCT）                  | FF               |
| GLA 180 Off-Road           | 2014年5月 - 2017年4月 | 1,595cc      | 270型 直列4気筒 DOHC ターボチャージャー    | 122PS/20.4kg・m      | 7速DCT（7G-DCT）                  | FF               |
| GLA 220 4MATIC             | 2017年4月 -           | 1,991cc      | 270M20型 直列4気筒 DOHC ターボチャージャー | 184PS/30.6kg・m      | 7速DCT（7G-DCT）                  | 4WD（4マチック） |
| GLA 250 4MATIC             | 2014年5月 -           | 1,991cc      | 270M20型 直列4気筒 DOHC ターボチャージャー | 210PS/35.7kg・m      | 7速DCT（7G-DCT）                  | 4WD（4マチック） |
| GLA 250 4MATIC Sports      | 2014年5月 - 2017年4月 | 1,991cc      | 270M20型 直列4気筒 DOHC ターボチャージャー | 210PS/35.7kg・m      | 7速DCT（7G-DCT）                  | 4WD（4マチック） |
| GLA 250 4MATIC Off-Road    | 2014年5月 - 2017年4月 | 1,991cc      | 270M20型 直列4気筒 DOHC ターボチャージャー | 210PS/35.7kg・m      | 7速DCT（7G-DCT）                  | 4WD（4マチック） |
| Mercedes-AMG GLA 45 4MATIC | 2014年5月 -           | 1,991cc      | 133型 直列4気筒 DOHC ターボチャージャー    | 381PS/48.4kg・m      | AMGスピードシフト7速DCT（7G-DCT） | 4WD（4マチック） |

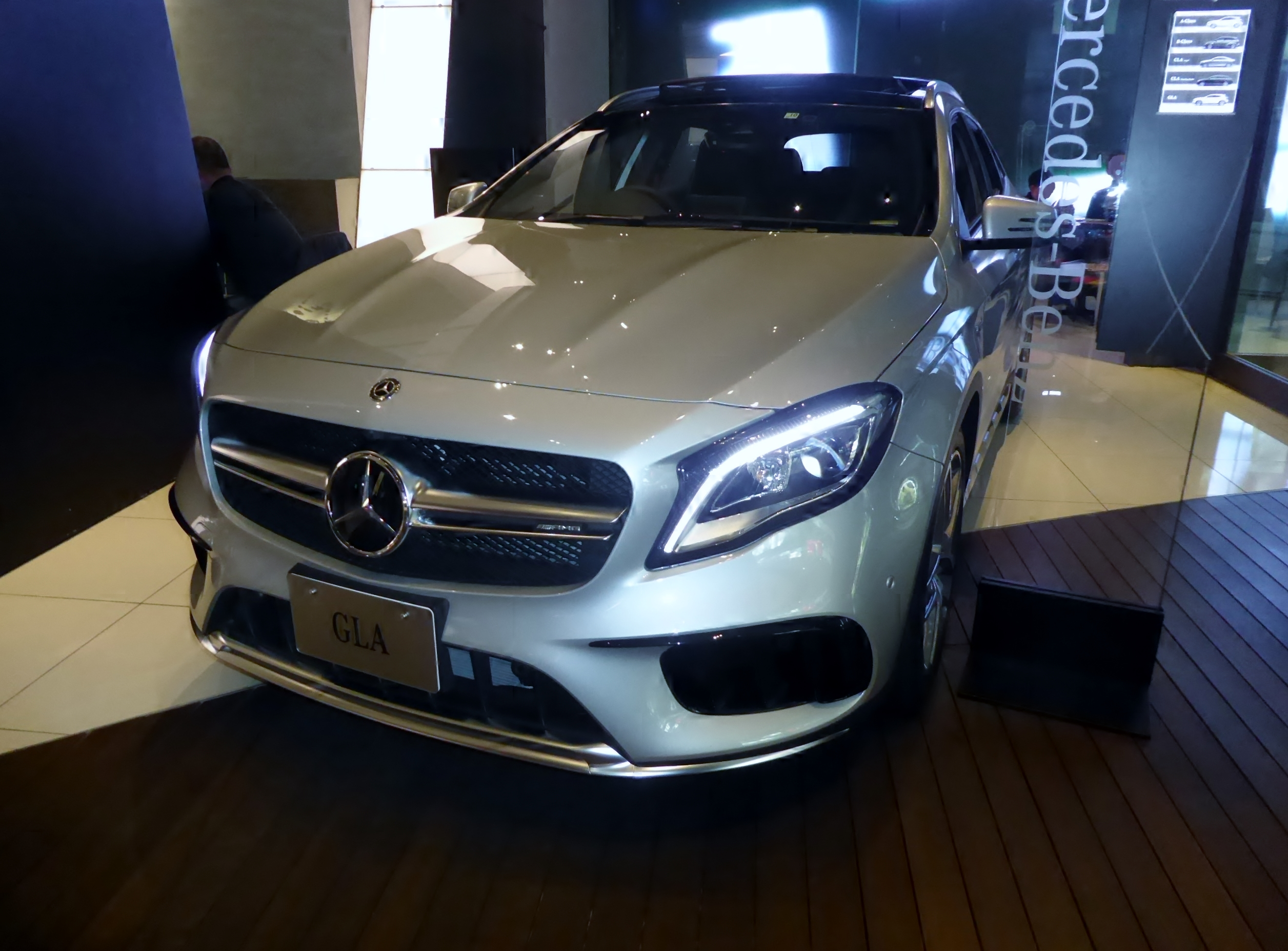
メルセデスAMG GLA 45 4MATIC（後期型）
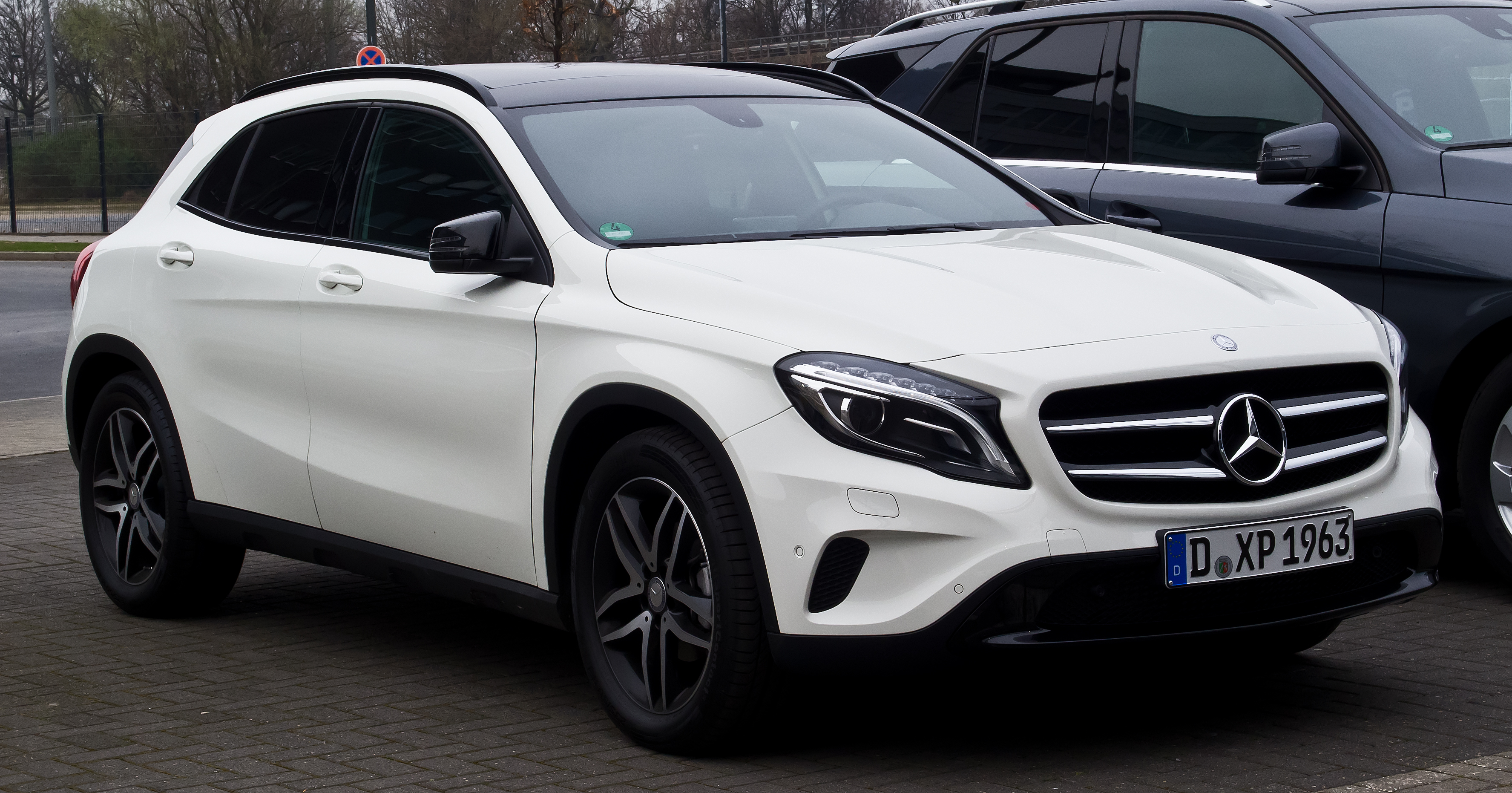
GLA 200 CDI Urban（欧州仕様・前期型）
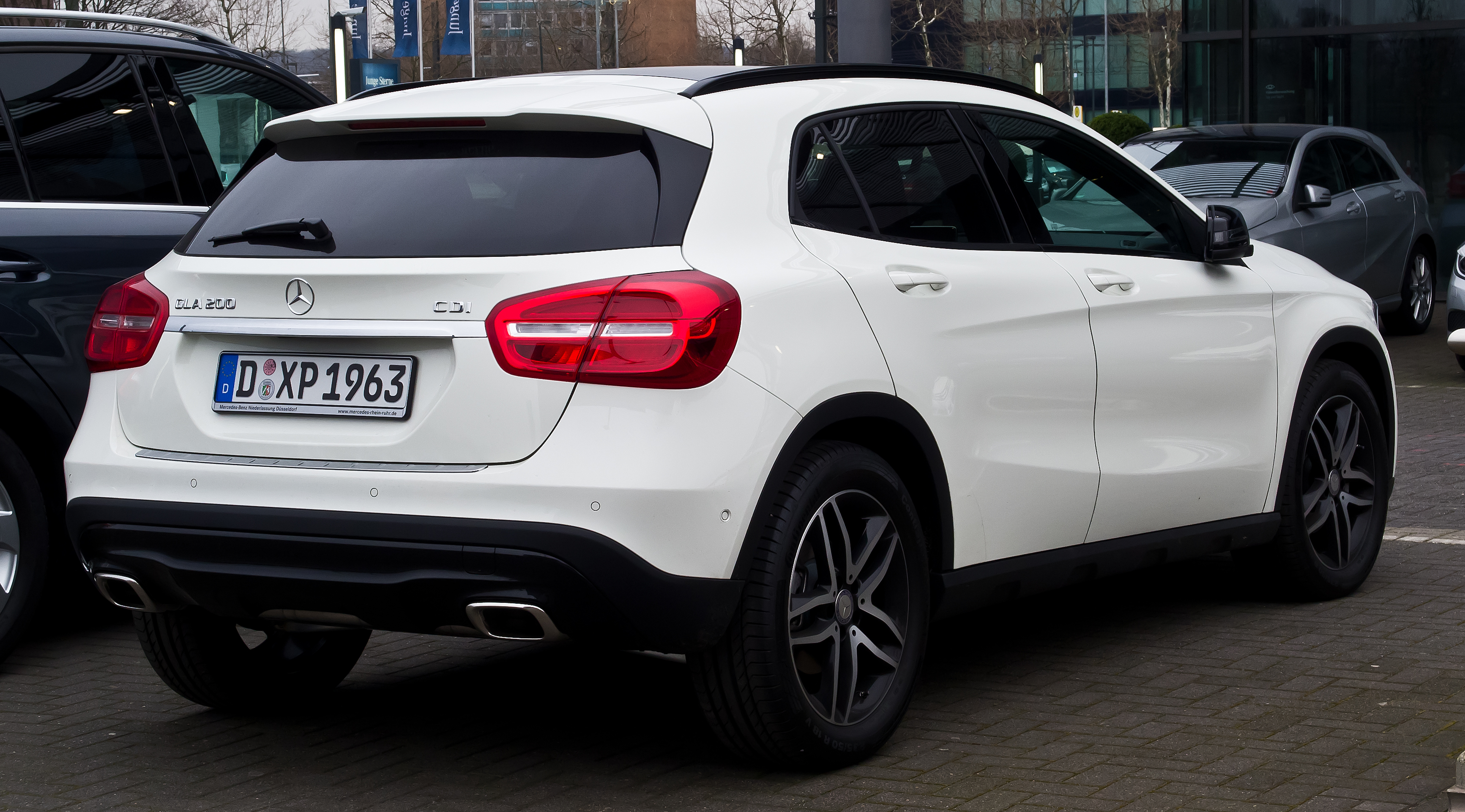
GLA 200 CDI Urban（欧州仕様・前期型）
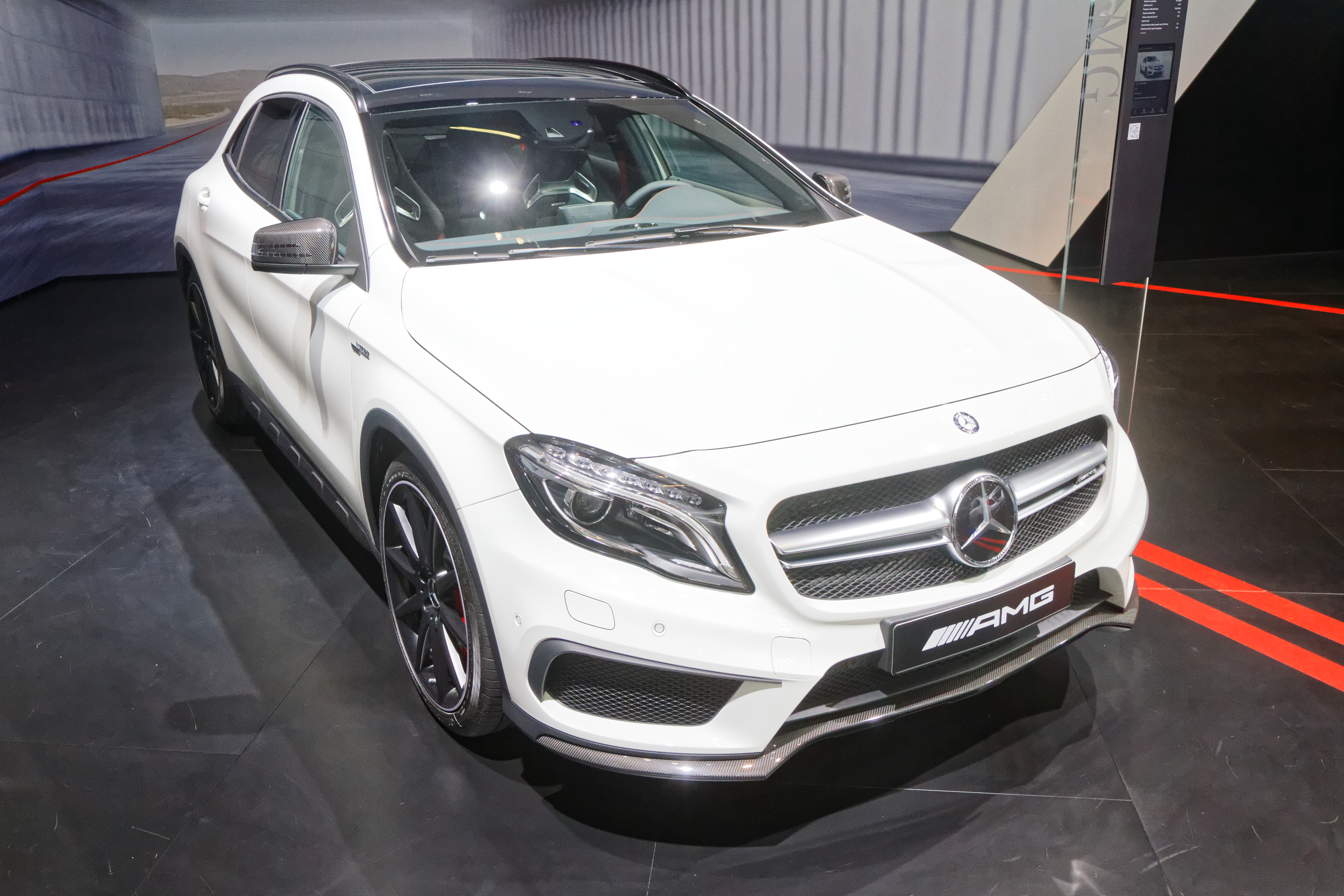
GLA45 AMG 4MATIC（欧州仕様・前期型）
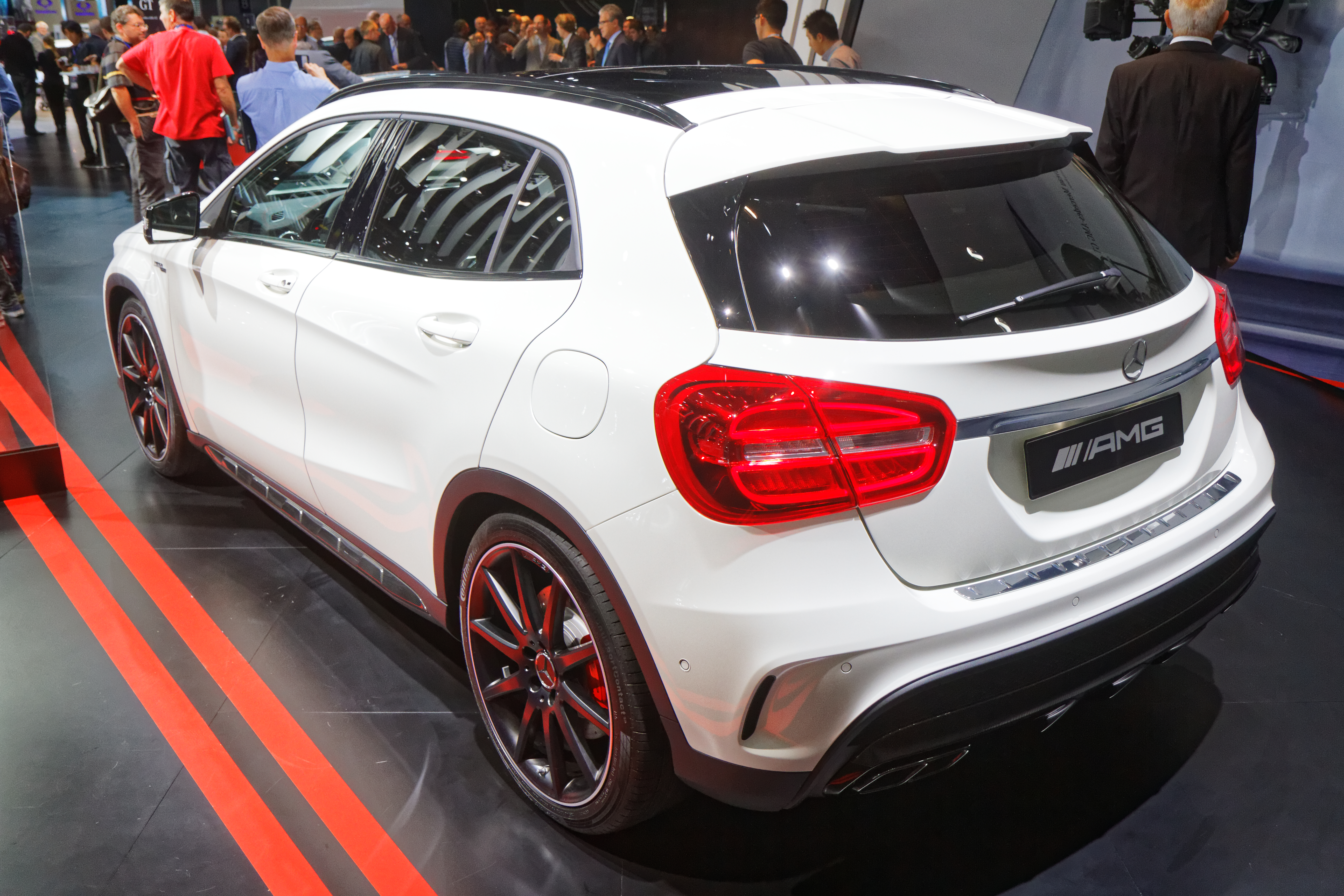
GLA 45 AMG 4MATIC（欧州仕様・前期型）
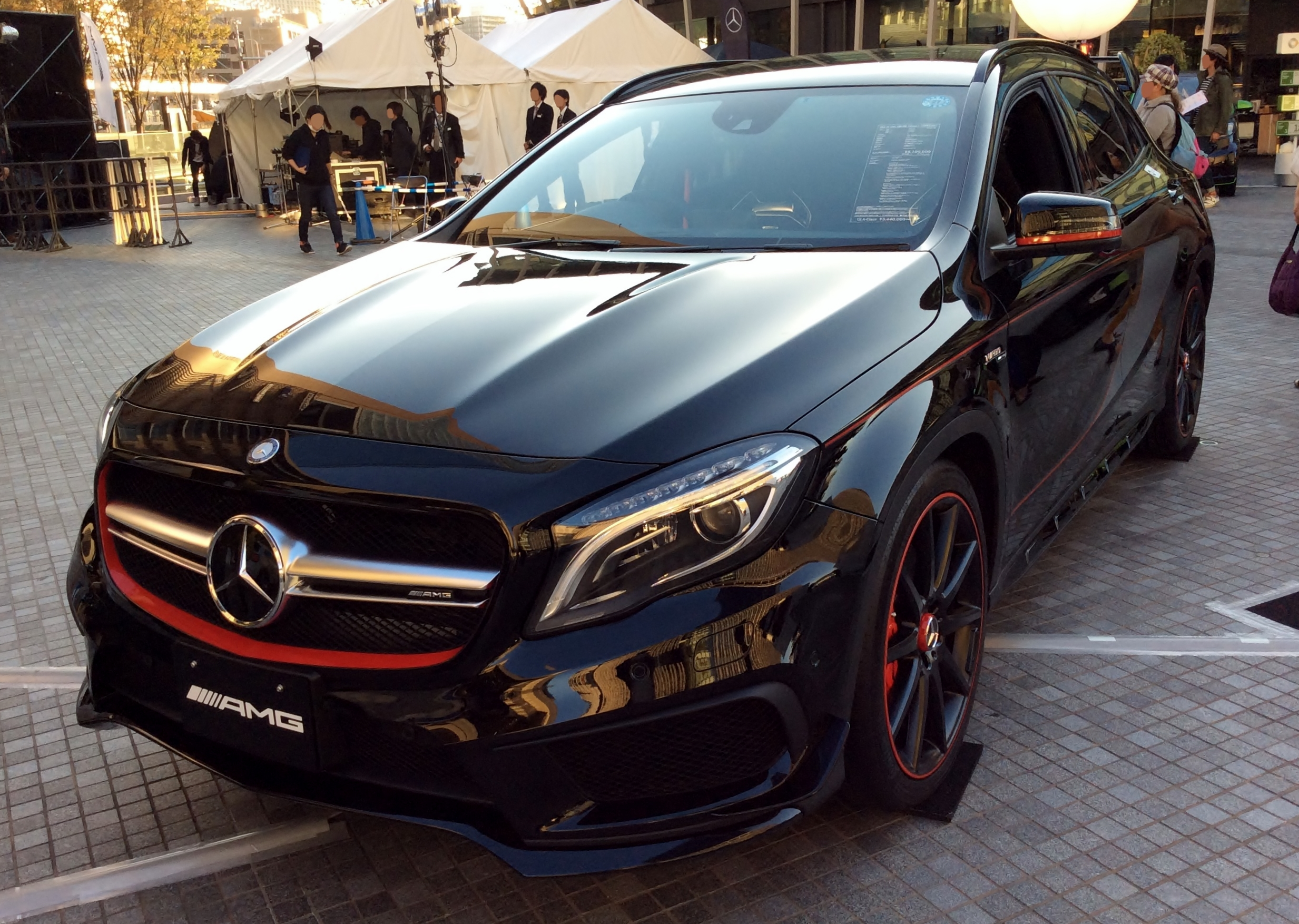
GLA 45 AMG 4MATIC Edition 1（日本仕様・前期型）
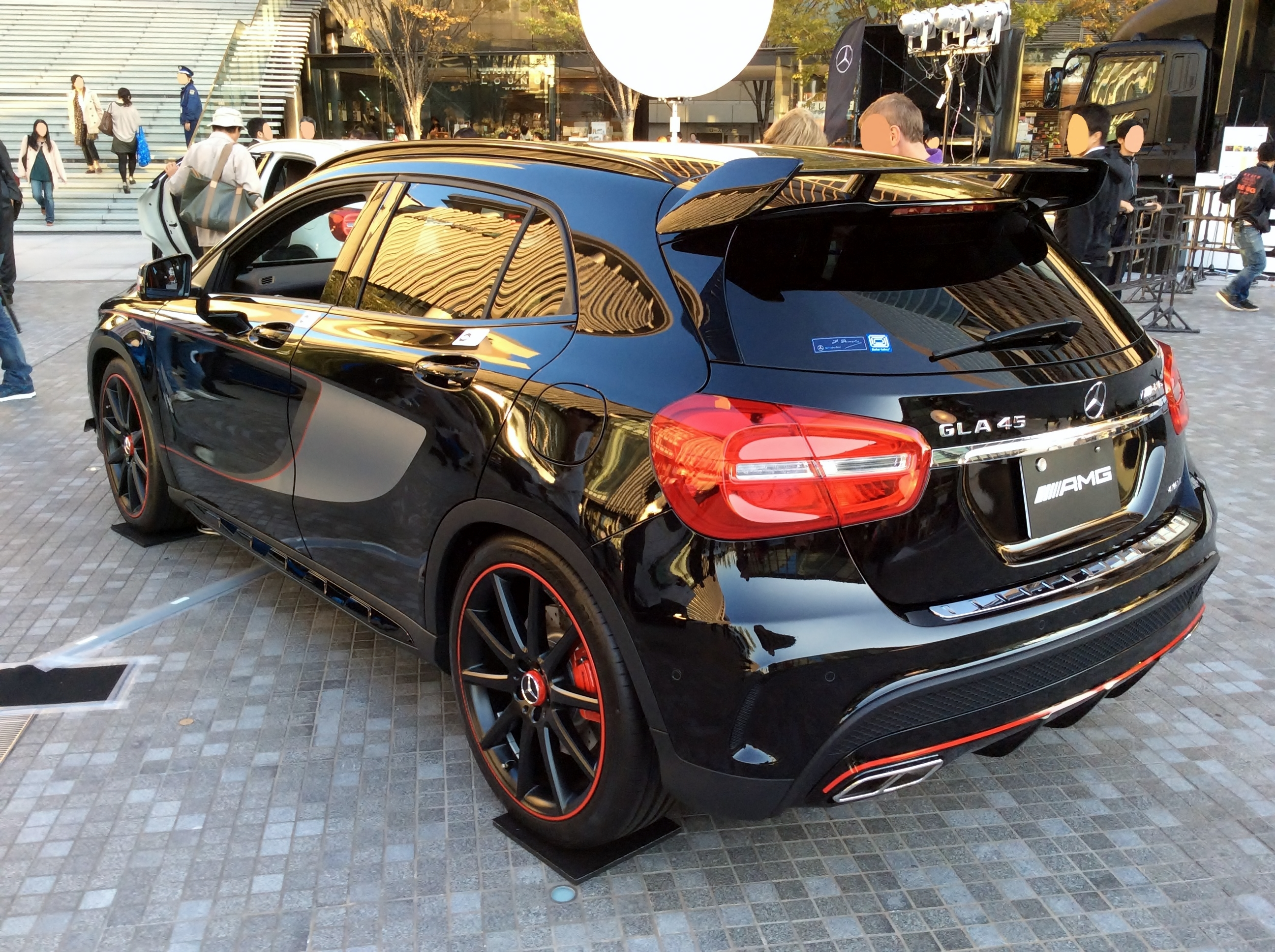
GLA 45 AMG 4MATIC Edition 1（日本仕様・前期型）

## 2代目 (2020年 - ) H247
2019年12月11日、2代目へのフルモデルチェンジを発表。
全長が短くなった一方、全幅が広く、全高が高くなり、ホイールベースも拡大。エンジンは1.3LガソリンのM282型、2.0LガソリンのM260型に加え、2.0Lディーゼルも設定され、150PS仕様と190PS仕様の2種類が用意されており、DCTは8速に多段化された。
2020年4月末、欧州市場で発売されたのを皮切りに、米国や中国でも展開された。
尚、コードネームに「247」が記されるモデルは、他にBクラス（W247型）、GLB（X247型）もあるが、同時期に販売される車種としては、極めて珍しいケースであった。

### 日本市場での販売
2020年6月25日、2代目にフルモデルチェンジされた（同日より予約注文の受付を開始、7月頃納車開始予定）。キャッチコピーは、「自分らしく輝く人の、スタイリッシュSUV。」である。
販売当初のラインアップは、150PS仕様の2.0L 直列4気筒ディーゼルターボエンジンOM654q型に四輪駆動システム「4MATIC」を組み合わせた「GLA 200 d 4MATIC」のみの設定であった。
インテリアでは、インストゥルメントクラスター上方のカウルを廃止し、メーターパネルとメディアディスプレイ（いずれも10.25インチ）をつなぎ合わせた、高精細ワイドスクリーンコックピットを全グレードに装備した。なお、メディアディスプレイには、タッチパネル式が採用されている。
周囲の交通状況に応じて、自動加減速とステアリングアシストを行う『アクティブディスタンスアシスト・ディストロニック＆アクティブステアリングアシスト』やドライバーがウインカーを点滅させると、行き先の車線に車両がいないことを確認して自動で車線を変更する『アクティブレーンチェンジングアシスト』、ドアを開ける際、後方から自転車やバイク、人が近づくと警告灯や警告音で危険を知らせる『アクティブブラインドスポットアシスト（降車時警告機能付）』など、Sクラスと同等の安全装置を備え、最高峰の安全性能を実現する「レーダーセーフティパッケージ」を標準装備した。
新世代インフォテインメントシステム「MBUX（メルセデス・ベンツ・ユーザー・エクスペリエンス）」を搭載し、AIを用いた音声認識を可能にした。「Hey,Mercedes!（ヘイ、メルセデス）」（日本仕様は「Hi,Mercedes!（ハイ、メルセデス）」）で起動する優れた音声認識システムを備えており、自然な対話で、カーナビの目的地設定やエアコンの温度調節など、車両の機能をコントロールすることができた。
同年10月22日、ハイパフォーマンスモデルとなる「Mercedes-AMG GLA 35 4MATIC（以下、GLA 35）」と「Mercedes-AMG GLA 45 S 4MATIC+（以下、GLA 45 S）」の2モデルが追加された（同日より予約注文の受付を開始、「GLA 45 S」は11月頃、「GLA 35」は12月頃の納車を予定）。前者は、2.0L 直列4気筒ターボエンジンM260型に四輪駆動システム「AMG 4MATIC」を組み合わせた快適性とパフォーマンス性を兼ね備えたモデルで19インチホイールを装備。後者は、同じ2.0L 直列4気筒ターボエンジンながら最高出力421PS、最大トルク500N・mを発生するM139型にパフォーマンス志向の四輪駆動システム「AMG 4MATIC+」を組み合わせたハイパワーモデルで20インチホイールを装備した。なお、2モデル共に「平成30年排出ガス基準25%低減レベル（☆☆☆）」認定を取得した。
2021年4月5日、初代モデルにも設定されていた「GLA 180」が、ガソリンエンジン仕様のエントリーモデルとして復活する形で追加された（同日より予約注文の受付を開始、納車は5月を予定）。エンジンに超小型・軽量で動・静剛性に優れたオールアルミニウム仕様の1.4L 直列4気筒ターボエンジンM282型を搭載。トランスミッションに7速DCTを採用し、2代目モデルで唯一の前輪駆動仕様となる。また、「平成30年排出ガス基準50%低減レベル認定（☆☆☆☆）」を取得している。併せて、ディーゼルモデルの「GLA 200 d 4MATIC」は同年6月1日より、車両本体価格を15万円値上げすることも発表された。
同年9月3日、一部仕様変更を発表（10月配車分から順次適応）。アンビエントライトを「GLA 180」と「GLA 200 d 4MATIC」に、ナビゲーション機能を「GLA 45 S」を除くモデルに、AMGドライビングコントロールスイッチを「GLA 35」に、「Burmesterサラウンドサウンドシステム」を「GLA 45 S」にそれぞれ標準装備化。ブランドロゴプロジェクターライトと「MBUXインテリア・アシスタント」をパッケージオプションに追加設定された一方、テレビ機能（12セグ/ワンセグ自動切替）はオプションから切り離してオンラインストアの「Mercedes me Store」での販売に移行され、12V電源ソケット（ラゲッジルーム）やワイヤレスチャージングなどの一部装備の標準設定が停止された。
2023年9月26日、マイナーチェンジを行い、同日より発売された。フロントフェイス（フロントグリル・フロントバンパー・ヘッドライト）が刷新され、リアはディフューザーとコンビネーションランプのデザインが変更され、アルミホイールのデザインは全面刷新された。ボディカラーにはスペクトラルブルーとローズゴールドの2色の新色が追加された。内装はステアリングホイールが新世代型に更新され、アクティブディスタンス・ディストロニック使用時のハンズオフ検知機能のために静電容量式センサーを備えたパッドをリムに装着されたことでステアリングホイールに係るトルクがない場合でもドライバーがステアリングホイールを握っていることが認識されるようになった。交通状況に応じてハイビームとロービームを切り替え、ヘッドライトの照射範囲を自動調整するライトシステム「アダプティブハイビームアシスト」が標準装備され、Burmesterサラウンドサウンドシステムがオプション設定された。同じくオプション設定となるAMGラインパッケージはフロントグリルはクローム仕上げのダイヤモンドパターンが無数に散りばめられたシングルルーバーに、フロントバンパーは台形が下部に広がり、両サイドの開口部を大きくしたデザインとなるほか、ホイールアーチは従来のブラックからボディ同色へ変更。サスペンションはアダプティブダンピングシステム付となり、「GLA 200 d 4MATIC」には「スポーティーエンジンサウンド」も追加された。アダプティブハイビームアシストについては、アダプティブハイビームアシスト・プラスへアップグレードされる。
同日に、特別仕様車「GLA 200 d 4MATIC Night Edition」も発表された。「GLA 200 d 4MATIC」をベースに、ボディカラーに通常モデルには設定がないマウンテングレーマグノが設定され、「AMGラインパッケージ」と「ナイトパッケージ」を標準装備。足回りは20インチAMGアルミホイールが採用された。内装はシートに本革を、トリムにスターパターンインテリアトリム（バックライト付）をそれぞれ採用。パノラミックスライディングルーフやBurmesterサラウンドサウンドシステムなども装備された。本仕様車は同年10月31日まではオンラインショールーム先行販売期間として申込受付を行い、販売可能な車両がある場合は、同年11月1日以降、正規販売店にも拡大して予約注文が開始された。
2025年6月26日、「GLA 180 Urban Stars」および「GLA 200 d 4MATIC Urban Stars」を追加発表。従来モデルで有償オプションとなっていた「AMGラインパッケージ」と「AMGレザーエクスクルーシブパッケージ」の大部分を標準装備しながら、価格上昇を抑えたモデルである。さらに、装着される20インチAMGアルミホイールには、従来モデルとは異なるグロスブラック塗装が施される。
| グレード一覧                  | グレード一覧          | グレード一覧 | グレード一覧                               | グレード一覧         | グレード一覧  | グレード一覧 |
| グレード                      | 販売期間              | 排気量       | エンジン                                   | 最高出力・最大トルク | 変速機        | 駆動方式     |
| ----------------------------- | --------------------- | ------------ | ------------------------------------------ | -------------------- | ------------- | ------------ |
| GLA 180                       | 2021年4月 - 2024年3月 | 1,331cc      | M282型 直列4気筒 DOHC ターボチャージャー   | 136PS/20.4kg・m      | DCT（7G-DCT） | FF           |
| GLA 180（BSG搭載モデル）      | 2024年3月 -           | 1,331cc      | M282型 直列4気筒 DOHC ターボチャージャー   | 136PS/23.5kg・m      | DCT（7G-DCT） | FF           |
| GLA 200 d 4MATIC              | 2020年6月 -           | 1,949cc      | OM654q型 直列4気筒 DOHC ターボチャージャー | 150PS/32.6kg・m      | DCT（8G-DCT） | 4WD          |
| Mercedes-AMG GLA 35 4MATIC    | 2020年10月 -          | 1,991cc      | M260型 直列4気筒 DOHC ターボチャージャー   | 306PS/40.8kg・m      | DCT（8G-DCT） | 4WD          |
| Mercedes-AMG GLA 45 S 4MATIC+ | 2020年10月 -          | 1,991cc      | M139型 直列4気筒 DOHC ターボチャージャー   | 421PS/51.0kg・m      | DCT（8G-DCT） | 4WD          |

## プロモーション

### 初代（X156型）

#### 任天堂とのコラボレーション
2014年の日本での公式発表時に、日本市場におけるCMキャラクターとして任天堂のゲームシリーズ『スーパーマリオ』の「マリオ」を起用した。マリオの「どんな場所でも軽快に走り、老若男女問わず幅広い人に愛される」というキャラクターがGLAを表現する上でピッタリと考えたからである。なお、このコラボレーションはメルセデス・ベンツ日本が任天堂に打診し、快諾を得て実現している。
コラボレーションはCMだけにとどまらず、同年に発売されたWii Uのゲームソフト『マリオカート8』の追加コンテンツとして「メルセデスカート」が実装された。プレイヤーが使用可能なカートとして「GLA」・「W25シルバーアロー」・「300SLロードスター」の3台が登場。実在モデルがマリオカートの車種として登場するのは「マリオカート」シリーズ史上初となる。8月27日より無料DLCの配信を開始し、同日よりメルセデスカートでの参戦によるオリジナルインターネット大会「メルセデスカップ」が期間限定で開催された。また、日本国内でのオリジナル企画として、タイムアタック大会を東京（メルセデス・ミー）と大阪（メルセデス・ベンツ コネクション（現・メルセデス・ミー大阪））で順次開催された。

### 2代目（H247型）

#### 「映画ドラえもん」とのタイアップ
2020年に2代目へフルモデルチェンジされたGLAと、日本導入が発表されたGLBの広告活動の一環として、同年公開のアニメ映画 「映画ドラえもん のび太の新恐竜」とのタイアップキャンペーンを実施した。
ドラえもんと一緒にメルセデスの魅力や先進技術をわかりやすく紹介するスペシャルサイトや、ドラえもんの世界観で両車の魅力を伝えるウェブCMを公開した。